# Chusquea asymmetrica
Chusquea asymmetrica és una espècie de bambú, del gènere Chusquea, subfamília de les bambusòidies, família poàcies. Originària de Sud-amèrica, es fa a l'Equador, on es pot observar a la província de Loja, al Parque Nacional Podocarpus, a alçades entre els 2.500 i 3.400 metres.